# Venla Niemiová
Venla Niemiová (* 10. červenec 1990, Tampere) je finská reprezentantka v orientačním běhu. Jejím největším úspěchem je zlatá medaile z middlu na Mistrovství světa juniorů v roce 2008 ve švédském Göteborgu. V současnosti běhá za finský klub Tampereen Pyrintö.

## Sportovní kariéra
| Přehled úspěchů na Mistrovství světa | Přehled úspěchů na Mistrovství světa | Přehled úspěchů na Mistrovství světa | Přehled úspěchů na Mistrovství světa | Přehled úspěchů na Mistrovství světa |
| Mistrovství světa                    | Sprint                               | Middle                               | Long                                 | Štafety                              |
| ------------------------------------ | ------------------------------------ | ------------------------------------ | ------------------------------------ | ------------------------------------ |
| Savojsko 2011                        | 16. místo                            | X                                    | X                                    | X                                    |
| Lausanne 2012                        | 6. místo                             | X                                    | 10. místo                            | 5. místo                             |

| Přehled úspěchů na Mistrovství Evropy | Přehled úspěchů na Mistrovství Evropy | Přehled úspěchů na Mistrovství Evropy | Přehled úspěchů na Mistrovství Evropy | Přehled úspěchů na Mistrovství Evropy |
| Mistrovství Evropy                    | Sprint                                | Middle                                | Long                                  | Štafety                               |
| ------------------------------------- | ------------------------------------- | ------------------------------------- | ------------------------------------- | ------------------------------------- |
| Falun 2012                            | 10. místo                             | 34. místo                             | X                                     | X                                     |

| Přehled úspěchů na Mistrovství světa juniorů | Přehled úspěchů na Mistrovství světa juniorů | Přehled úspěchů na Mistrovství světa juniorů | Přehled úspěchů na Mistrovství světa juniorů | Přehled úspěchů na Mistrovství světa juniorů |
| Mistrovství světa juniorů                    | Sprint                                       | Middle                                       | Long                                         | Štafety                                      |
| -------------------------------------------- | -------------------------------------------- | -------------------------------------------- | -------------------------------------------- | -------------------------------------------- |
| Göteborg 2008                                | 12. místo                                    | 1. místo                                     | 6. místo                                     | 4. místo                                     |
| San Martino 2009                             | 43. místo                                    | 21. místo                                    | 26. místo                                    | 6. místo                                     |
| Aalborg 2010                                 | 8. místo                                     | 19. místo                                    | 10. místo                                    | 6. místo                                     |